# 遠藤善久
遠藤 善久（えんどう よしひさ、1952年 - ）は、日本の外交官、国際公務員。アジア海賊対策地域協力協定情報共有センター事務局長を経て、駐パナマ特命全権大使を務めた。

## 人物・経歴
栃木県出身。1976年東京大学法学部卒業、外務省入省。外務省大臣官房審議官を経て、内閣府遺棄化学兵器処理担当室長として日中遺棄化学兵器処理連合機構の設立にあたるなどした。2010年アジア海賊対策地域協力協定情報共有センター事務局長。2016年から駐パナマ特命全権大使を務めた。2019年から日本国際問題研究所客員研究員。